# Кохат (округ)
Кохат (урду ضلع کوہاٹ‎, англ. Kohat District, пушту کوهاټ ولسوالۍ‎) — один из 25 округов пакистанской провинции Хайбер-Пахтунхва, имеет богатую историю взаимодействия с Британской империей, отмеченную как сотрудничеством, так и сопротивлением.

## История

### Присоединение к Британской Империи
28 марта 1849 года Кохат был официально включён в состав Британской Индии после аннексии Пенджаба и окончания Второй англо-сикхской войны. Этот регион, населённый преимущественно пуштунскими племенами (включая афридиев и других кланов), изначально встретил колонизаторов враждебно. Британцы столкнулись с партизанским сопротивлением, поскольку местные племена традиционно отстаивали свою автономию.

### Период Британского правления
Несмотря на первоначальное неприятие, британская администрация постепенно вовлекла часть племенной элиты в систему управления. Например, представители пуштунских кланов участвовали в местных административных органах, а некоторые формировали вспомогательные военные подразделения, такие как пограничная полиция. Однако это не устранило полностью напряжённость:
- В 1923 году в Кохате произошло похищение 47 винтовок с британского склада, а позже — нападение на семью офицера, включая похищение 17-летней Молли Эллис.
- Британцы отвечали жёсткими мерами, включая бомбардировки с воздуха и карательные экспедиции

### Роль в мировой истории
- Первая мировая война: Жители Кохата, как и другие пуштуны, участвовали в боевых действиях в составе британско-индийских войск, особенно на Ближневосточном фронте.[4]
- Вторая мировая война и последующие события: Регион оставался стратегически важным для контроля над северо-западной границей. В 1947 году, после раздела Британской Индии, Кохат вошёл в состав Пакистана.[5]

## Административно-территориальное устройство
Кохат состоит из двух техсилов:
- Кохат
- Лачи

Округ представлен в провинциальной ассамблее Хайбер-Пахтунхвы тремя представителями от следующих округов:
- ПФ-37 (Кохат-1)
- ПФ-38 (Кохат-2)
- ПФ-39 (Кохат-3)